# Futsal Klub Székelyudvarhely
Il Futsal Klub Székelyudvarhely è una squadra di calcio a 5 romena con sede a Odorheiu Secuiesc (in ungherese Székelyudvarhely).

## Storia
La società è stata fondata nel 2001 come "Székelyudvarhely Sportklub" e ha assunto la corrente denominazione dopo la rifondazione del 2013. Nella sua storia lo Székelyudvarhely ha vinto tre campionati romeni (2003, 2005 e 2008) e una Coppa nazionale (2020)

## Rosa 2008-2009
| N. |                     | Ruolo | Calciatore         |
| -- | ------------------- | ----- | ------------------ |
| 1  | Ungheria (bandiera) | P     | Zoltán Balázs      |
| 2  | Ungheria (bandiera) | G     | Szabolcs Tóth      |
| 3  | Ungheria (bandiera) | G     | Zoltán Szabó       |
| 4  | Romania (bandiera)  | G     | Zoltan Mihaly      |
| 5  | Brasile (bandiera)  | G     | Davi Costa Menezes |
| 6  | Romania (bandiera)  | G     | Norbert Demeny     |
| 7  | Ungheria (bandiera) | G     | Tamás Lódi         |
| 8  | Romania (bandiera)  | G     | Barna Denes        |
| 10 | Brasile (bandiera)  | G     | Igor Leitao Sennes |

| N. |                     | Ruolo | Calciatore        |
| -- | ------------------- | ----- | ----------------- |
| 11 | Ungheria (bandiera) | G     | János Madarász    |
| 12 | Romania (bandiera)  | P     | Robert Peter      |
| 13 | Romania (bandiera)  | G     | Lucian Nicusan    |
| 14 | Romania (bandiera)  | G     | Istvan Albert     |
| 15 | Romania (bandiera)  | G     | Laszlo Szőcs      |
| 16 | Romania (bandiera)  | G     | Sorin Chivu       |
| 18 | Romania (bandiera)  | P     | Csaba Tarcsafalvi |
| 20 | Ungheria (bandiera) | G     | Zsolt Gyurcsányi  |

## Palmarès
- Campionati romeni: 3
2002-2003, 2004-2005, 2007-2008
- Coppa di Romania: 1
2019-2020
- Supercoppa di Romania: 1
2008